# Kamalakara
Kamalakara (sànscrit: कमलाकर)  (Benarés, c. 1616 - subcontinent indi, c. 1700) va ser un matemàtic i astrònom indi.

## Vida i obra
El seu pare, Nṛsiṃha, i el su avi, Kṛṣṇa Daivajña, també van ser coneguts astrònoms i matemàtics de l'escola Golagrama, tot i que ell sembla que va néixer a Benarés, on va ser educat pel seu pare, juntament amb els seus germans Divakara, Gopinatha i Ranganatha. Algun autor afirma que va ser l'astrònom de la cort de Jahangir, tot i que per les dates de naixement i defunció d'un i altre, no sembla gaire probable.
La seva obra més important és el Siddhanta Tattva Viveka (1658) en quinze capítols i uns tres mil versos que segueixen fidelment el Surya Siddhanta de Latadeva (segle VI), aportant noves idees i contribucions, fruit de l'estudi de l'astronomia grega (en traduccions àrabs i perses). Son notables per exemple les seves idees sobre la visibilitat dels planetes i sobre el trànsit de Venus i Mercuri o les seves aportacions a la trigonometria suggerint fórmules per al càlcul de {\displaystyle \sin {3\theta }} o de {\displaystyle \sin {\frac {\theta }{3}}.}